# 5863 Tara
5863 Tara è un asteroide near-Earth. Scoperto nel 1983, presenta un'orbita caratterizzata da un semiasse maggiore pari a 2,2209052 UA e da un'eccentricità di 0,5074473, inclinata di 19,46955° rispetto all'eclittica.
L'asteroide è dedicato alla divinità induista Tārā.